# Alliance des libéraux et démocrates

Logo jusqu'en 2019.

Pour les articles homonymes, voir ALDE et Parti de l'Alliance des libéraux et des démocrates pour l'Europe.
L'Alliance des libéraux et démocrates (en roumain : Alianța Liberalilor și Democraților, ALDE) était un parti politique roumain de centre droit et d'inspiration libérale fondé en 2015 et dissout en 2022.

## Histoire
L'ALDE est fondée le 19 juin 2015 par la fusion du Parti libéral-réformateur (PLR) et du Parti conservateur (PC). Ses présidents sont Daniel Constantin et l'ancien Premier ministre Călin Popescu-Tăriceanu, respectivement anciens présidents du PC et du PLR.
Lors des élections législatives de 2016, l'ALDE recueille 5,6 % des suffrages.
Le 19 décembre 2016, les coprésidents du parti, Călin Popescu-Tăriceanu et Daniel Constantin, signent un accord avec le dirigeant du Parti social-démocrate, Liviu Dragnea, en vue de former un nouveau gouvernement de coalition.
Le parti se retire de l'Alliance des démocrates et des libéraux pour l'Europe le 30 mai 2019, à la suite de l'adoption par la coalition PSD-ALDE des lois controversées sur une réforme du système judiciaire roumain. Ces lois sont considérées par la Commission de Venise comme portant atteinte à l'indépendance du pouvoir judiciaire.
L’ALDE quitte la coalition avec le PSD le 26 août 2019, après la désignation de Viorica Dăncilă comme candidate du PSD à l’élection présidentielle alors que Popescu-Tăriceanu souhaitait obtenir le soutien de ce parti. L’ALDE vote ensuite la motion de censure contre le gouvernement Dăncilă puis la confiance à son successeur, le gouvernement Orban, sans toutefois en faire partie.
En octobre 2020, il intègre Pro Romania. Il reprend son indépendance en janvier 2021.

## Résultats électoraux

### Élections parlementaires
| Année | Chambre des députés | Chambre des députés | Chambre des députés | Chambre des députés | Sénat   | Sénat | Sénat | Sénat   | Gouvernement                                                                                           |
| Année | Voix                | %                   | Rang                | Mandats             | Voix    | %     | Rang  | Mandats | Gouvernement                                                                                           |
| ----- | ------------------- | ------------------- | ------------------- | ------------------- | ------- | ----- | ----- | ------- | --- |
| 2016  | 396 386             | 5,62                | 5e                  | 20 / 329            | 423 728 | 6,01  | 5e    | 9 / 136 | Grindeanu (2017), Tudose (2017-2018) et Dăncilă (2018-2019), soutien externe (2019), opposition (2020) |

### Élections présidentielles
| Année | Candidat                  | 1er tour | 1er tour |
| Année | Candidat                  | %        | Rang     |
| ----- | ------------------------- | -------- | -------- |
| 2019  | Mircea Diaconu (ALDE-PRO) | 8,8      | 4e       |

### Élections européennes
| Année | %   | Mandats | Rang | Tête de liste  | Groupe |
| ----- | --- | ------- | ---- | -------------- | ------ |
| 2019  | 4,2 | 0 / 33  | 7e   | Norica Nicolai | ALDE   |

### Élections dans les județe
| Année | Voix    | %    | Conseillers | Présidents |
| ----- | ------- | ---- | ----------- | ---------- |
| 2016  | 545 767 | 6,52 | 80 / 1436   | 0 / 41     |